# Колтон Орр
Колтон Орр (англ. Colton Orr, нар. 3 березня 1982, Вінніпег) — канадський хокеїст, що грав на позиції крайнього нападника.

## Ігрова кар'єра
Хокейну кар'єру розпочав 1998 року в ЗХЛ, де за чотири сезони відіграв за три клуби «Свіфт-Керрент Бронкос», «Камлупс Блейзерс» і «Реджайна Петс». Вирізнявся своїми габаритами та кількістю штрафних хвилин, Колтон у клубах НХЛ увійде до числа тафгаїв основна мета якого захистити найкращих гравців та голкіпера своєї команди від силових прийомів і жорсткої гри суперників або таких самих тафгаїв. 
Свій перший матч за «Бостон Брюїнс» провів у сезоні 2003/04 проти «Вашингтон Кепіталс» після чого надовго опинився в складі фарм-клубу «Провіденс Брюїнс».
У сезоні 2005/06 відіграв у складі «Брюїнс» лише двадцять матчів після чого перейшов до «Нью-Йорк Рейнджерс». Колтон у складі «рейнджерів» провів три повних сезони запам'ятався матчем на Медісон-сквер-гарден у матчі проти «Вашингтон Кепіталс» провів силовий прийом проти лідера останніх Олександра Овечкіна та отримав п'ятиматчеву дискваліфікацію. 9 лютого 2007, закинув свою першу шайбу в матчі проти «Тампа-Бей Лайтнінг».
1 липня 2009 року, як вільний агент, Орр підписав чотирирічний контракт на суму $ 4 мільйони доларів з клубом «Торонто Мейпл-Ліфс». Колтон завершив свій перший сезон у складі «кленових» набравши 239 штрафних хвилин, в активі також чотири голи та дві результативні передачі.
Наступного сезону отримав струс мозку в матчі проти «Анагайм Дакс», яку йому завдав тафгай «качок» Джордж Паррос.
Сезон 2011/12 Колтон у скаладі «кленових» провів лише п'ять матчів, решту сезони провів у складі фарм-клубу «Торонто Мерліс» (АХЛ).
13 червня 2013, «кленові» знову підписали з Орром дворічний контракт на суму $ 1,85 мільйона доларів.
У сезоні 2014/15, Колтон провів лише один матч у складі «кленових» відігравши решту сезону за «Торонто Мерліс».
Сезон 2015/16 став останнім в кар'єрі Орра. Провів він його в складі клубу «Стоктон Гіт» (АХЛ).
Загалом провів 496 матчів у НХЛ, включаючи 19 ігор плей-оф Кубка Стенлі.

## Інше
Колтон Орр жодним чином не має ніякого відношення до легендарного Боббі Орра.

## Нагороди та досягнення
- Володар Кубка Вікторії в складі «Нью-Йорк Рейнджерс» — 2008.

## Статистика
| Сезон        | Клуб                    | Ліга         | Регулярний сезон | Регулярний сезон | Регулярний сезон | Регулярний сезон | Регулярний сезон | Плей-оф | Плей-оф | Плей-оф | Плей-оф | Плей-оф |
| Сезон        | Клуб                    | Ліга         | І                | Г                | П                | О                | ШХ               | І       | Г       | П       | О       | ШХ      |
| ------------ | ----------------------- | ------------ | ---------------- | ---------------- | ---------------- | ---------------- | ---------------- | ------- | ------- | ------- | ------- | ------- |
| 1998–99      | «Свіфт-Керрент Бронкос» | ЗХЛ          | 2                | 0                | 0                | 0                | 0                | —       | —       | —       | —       | —       |
| 1998-99      | «Вінніпег Сейнтс»       | МЮХЛ         | 54               | 7                | 5                | 12               | 280              |         |         |         |         |         |
| 1999–00      | «Свіфт-Керрент Бронкос» | ЗХЛ          | 61               | 3                | 2                | 5                | 130              | 12      | 1       | 0       | 1       | 25      |
| 2000–01      | «Свіфт-Керрент Бронкос» | ЗХЛ          | 19               | 0                | 4                | 4                | 67               | —       | —       | —       | —       | —       |
| 2000–01      | «Камлупс Блейзерс»      | ЗХЛ          | 41               | 8                | 1                | 9                | 179              | 3       | 0       | 0       | 0       | 20      |
| 2001–02      | «Камлупс Блейзерс»      | ЗХЛ          | 1                | 0                | 0                | 0                | 7                | 2       | 0       | 0       | 0       | 2       |
| 2002–03      | «Камлупс Блейзерс»      | ЗХЛ          | 3                | 2                | 0                | 2                | 17               | —       | —       | —       | —       | —       |
| 2002–03      | «Реджайна Петс»         | ЗХЛ          | 37               | 6                | 2                | 8                | 170              | 3       | 0       | 0       | 0       | 19      |
| 2002–03      | «Провіденс Брюїнс»      | АХЛ          | 1                | 0                | 0                | 0                | 7                | —       | —       | —       | —       | —       |
| 2003–04      | «Провіденс Брюїнс»      | АХЛ          | 64               | 1                | 4                | 5                | 257              | 2       | 0       | 0       | 0       | 9       |
| 2003–04      | «Бостон Брюїнс»         | НХЛ          | 1                | 0                | 0                | 0                | 0                | —       | —       | —       | —       | —       |
| 2004–05      | «Провіденс Брюїнс»      | АХЛ          | 61               | 1                | 6                | 7                | 279              | 17      | 1       | 0       | 1       | 44      |
| 2005–06      | «Бостон Брюїнс»         | НХЛ          | 20               | 0                | 0                | 0                | 27               | —       | —       | —       | —       | —       |
| 2005–06      | «Нью-Йорк Рейнджерс»    | НХЛ          | 15               | 0                | 1                | 1                | 44               | 1       | 0       | 0       | 0       | 2       |
| 2006–07      | «Нью-Йорк Рейнджерс»    | НХЛ          | 53               | 2                | 1                | 3                | 126              | 4       | 0       | 0       | 0       | 12      |
| 2007–08      | «Нью-Йорк Рейнджерс»    | НХЛ          | 74               | 1                | 1                | 2                | 159              | 2       | 0       | 0       | 0       | 0       |
| 2008–09      | «Нью-Йорк Рейнджерс»    | НХЛ          | 82               | 1                | 4                | 5                | 193              | 5       | 0       | 0       | 0       | 16      |
| 2009–10      | «Торонто Мейпл-Ліфс»    | НХЛ          | 82               | 4                | 2                | 6                | 239              | —       | —       | —       | —       | —       |
| 2010–11      | «Торонто Мейпл-Ліфс»    | НХЛ          | 46               | 2                | 0                | 2                | 128              | —       | —       | —       | —       | —       |
| 2011–12      | «Торонто Мейпл-Ліфс»    | НХЛ          | 5                | 1                | 0                | 1                | 5                | —       | —       | —       | —       | —       |
| 2011–12      | «Торонто Мерліс»        | АХЛ          | 26               | 1                | 0                | 1                | 46               | 8       | 0       | 0       | 0       | 9       |
| 2012–13      | «Торонто Мейпл-Ліфс»    | НХЛ          | 44               | 1                | 3                | 4                | 155              | 7       | 0       | 0       | 0       | 18      |
| 2013–14      | «Торонто Мейпл-Ліфс»    | НХЛ          | 54               | 0                | 0                | 0                | 110              | —       | —       | —       | —       | —       |
| 2014–15      | «Торонто Мерліс»        | АХЛ          | 14               | 0                | 0                | 0                | 4                | —       | —       | —       | —       | —       |
| 2014–15      | «Торонто Мейпл-Ліфс»    | НХЛ          | 1                | 0                | 0                | 0                | 0                | —       | —       | —       | —       | —       |
| 2015–16      | «Стоктон Гіт»           | АХЛ          | 10               | 0                | 0                | 0                | 15               | —       | —       | —       | —       | —       |
| Усього в НХЛ | Усього в НХЛ            | Усього в НХЛ | 477              | 12               | 12               | 24               | 1186             | 19      | 0       | 0       | 0       | 48      |